# Ludolph Hermann Tobiesen
Ludolph Hermann Tobiesen (* 14. September 1771 in Husum; † 3. Mai 1839 in Kronstadt) war ein deutscher Mathematiker, Navigationslehrer, Autor und Übersetzer.

## Leben und Wirken
Ludolph Hermann Tobiesen war ein Sohn von Martin (Marten) Tobiesen (getauft am 28. September 1738 in Husum; † 1. Juni 1816 ebenda) und dessen Ehefrau Elsabe, geborene Heeper (getauft am 16. April 1742 in Husum; † 19. Januar 1816 ebenda). Sein Vater arbeitete als Schiffskapitän und später als Kaufmann. Die Mutter war eine Tochter von Ludolph Hermann Heeper aus Husum.
Tobiesen besuchte bis Ostern 1791 die Husumer Gelehrtenschule. Ab dem Sommersemester 1791 studierte er Mathematik an der Universität Göttingen. Im Juni 1793 beendete er das Studium mit der Promotion zum Dr. phil. mit der Abhandlung De principiis atque historia inventionis calculi differentialis et integralis nec non methodi fluxionum commentatio.
Spätestens ab 1794 arbeitete Tobiesen als Privatdozent an der Universität Kopenhagen. Im Wintersemester 1794/95 gab er Vorlesungen über Analysis und mathematische Grundlagen der Navigation. Im folgenden Sommersemester unterrichtete er als „mag. art.“ Die Grundlagen der Differentialrechnung und „politische Arithmetik“. Für Vorlesungen im anschließenden Wintersemester sind keine Quellen vorhanden. Während dieser Zeit arbeitete er vermutlich bereits als Lehrer in Vesterbro. Das dortige Erziehungsinstitut ging zurück auf den Prediger Johann Rudolph Christiani. Während seiner Zeit in Kopenhagen gehörte Tobiesen zu den Freunden des Historikers und Lexikographen Rasmus Nyerup.
1796 lebte Tobiesen in Husum, wo er wahrscheinlich bei seinen Eltern wohnte und keine Stelle hatte. Während dieser Zeit reiste er wahrscheinlich nach England. 1798 zog er nach Hamburg und arbeitete anderthalb Jahre als Lehrer bei der Handelsakademie von Johann Georg Büsch. Im Sommersemester 1801 unterrichtete er als Privatdozent Mathematik an der Universität Kiel. Vermutlich zuvor und danach betreute er als Hauslehrer Graf Peter Friedrich Adolf von Schmettau auf Gut Ascheberg. Ab 1801 besaß er dort die Erbpachtstelle Marienhof, von der er sich 1815 trennte. Danach ging er nach Altona und arbeitete dort als Mathematiklehrer.

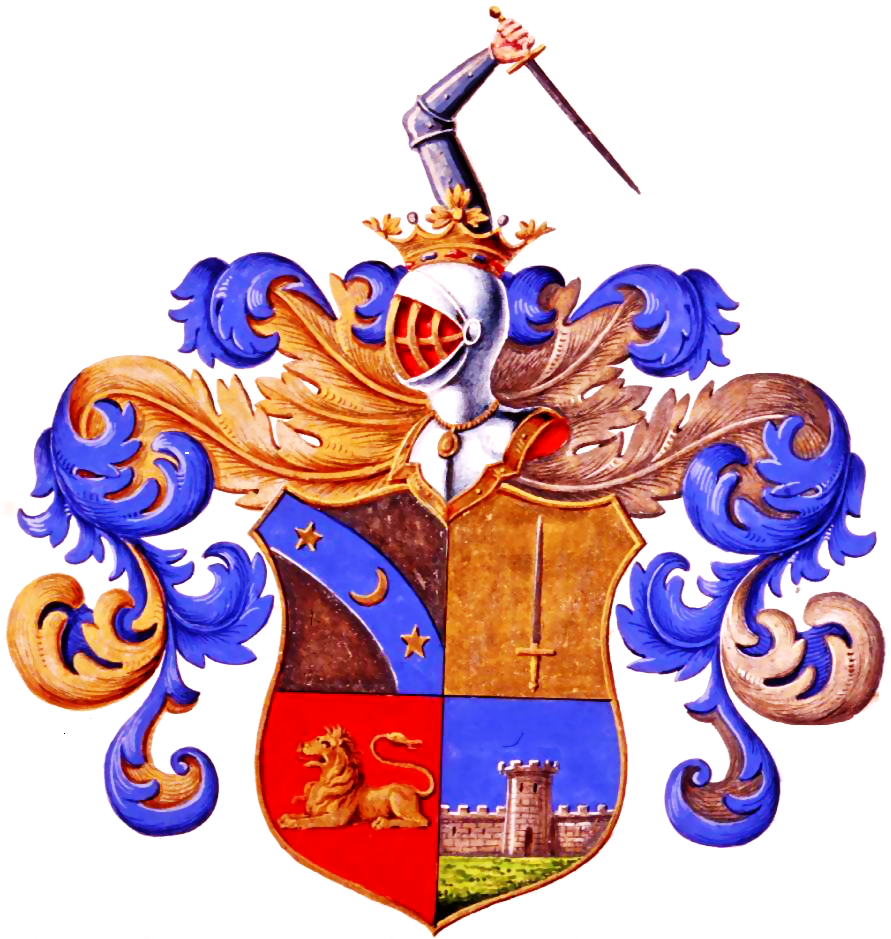
1839 verliehenes russisches Adelswappen

1817 folgte Tobiesen einem Ruf nach Danzig, wo er als Professor für Mathematik und Direktor eine neue Navigationsschule aufbauen sollte. Hier sollten 40 Schüler in Theorie und Praxis der Schifffahrt ausgebildet werden. Für den theoretischen Teil schrieb Tobiesen 1820 das Lehrbuch der Schiffahrtskunde in einer systematisch angeordneten Sammlung zweckmäßig gewählter Beispiele und Aufgaben. 1821 ging Tobiesen als Astronom zur russischen Marine nach Kronstadt und arbeitete dort ähnlich wie in Danzig. Hier wurde er 1831 zum Hofrat, 1834 zum russischen Untertan und kurz vor Lebensende zum Kollegienrat ernannt. Damit verbunden war der russische erbliche Dienstadel.  Auf eigene Bitte hin erhielten er und seine Nachfahren 1839 Einträge im Adelsgeschlechtsbuch von Sankt Petersburg.

## Werk
Tobiesen schrieb nach Studienende umfangreich, wohl auch, um seine Einkünfte zu verbessern. Er erstellte dabei insbesondere Übersetzungen aus dem Dänischen. 1795/96 ging so in Schleswig die deutsche Fassung von Adam Wilhelm von Hauchs Anfangsgründe der Experimentalphysik in den Druck, danach zwei Übersetzungen von Büchern Thomas Bugges. Als Lehrbücher für den Schulunterricht veröffentlichte er 1799 die Geschichte des Dänischen Reiches bis auf die neueste Zeit, deren Original von Gustav L. Baden stammte. Im Folgejahr erschienen Prosaische Versuche, bei denen Tobiesen eine Auswahl der Werke Knud Lyhne Rahbeks traf.
Tobiesen hatte große Erfolge mit eigenen Werken, die eigentlich nicht zu seinem Fachgebiet gehörten: Er schrieb eine Neue dänische Sprachlehre für Deutsche, die in drei Bänden eine Grammatik, ein Lesebuch und eine Vokabelsammlung enthielt und mehrere Auflagen erreichte. Hinzu kam 1813 ein Kleines dänisches Lesebuch, für den ersten Unterricht der Jugend. Hinzu kamen mehrere kleine Arbeiten aus verschiedenen Fachgebieten. Während seiner Zeit auf Gut Ascheberg schrieb Tobiesen 1814 eine Anweisung zum Mergeln. Für dieses Werk zur Landwirtschaft erhielt er einen Preis der Schleswig-Holsteinischen Patriotischen Gesellschaft.

## Familie
Tobiesen heiratete am 9. oder unwahrscheinlicher am 7. November 1801 in Kiel Marie Margarete Kuncke (* 1779 in Kiel; † 23. September 1840 in Kronstadt). Sie war eine Tochter des Kieler Bürgers Johann Jacob Kuncke und dessen Ehefrau Margarethe Elisabeth Witten. Aus dieser Ehe stammten drei Töchter und drei Söhne:
- Der Sohn Johannes Conrad (Иван Романович Тобизин, * 25. März 1808 in Altona; † 16. November 1878 in Reval) war ein russischer Vizeadmiral und Hafenkommandant von Reval.[7]
- Der Sohn August Friedrich (* 18. März 1810 in Marienhof bei Plön; † 28. Februar 1885 in Helsinki) war ein russischer Generalmajor.[8]

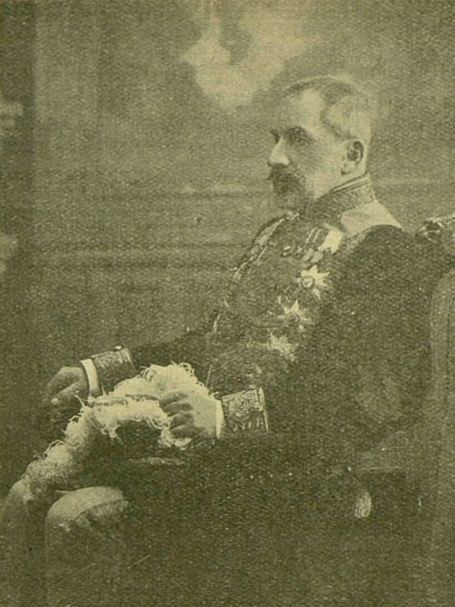
Hermann von Tobiesen

- Dessen Sohn Hermann (Friedrich Johannes) von Tobiesen (1845–1917) war Kammerherr, Vizegouverneur von Livland, Gouverneur von Tomsk und Charkow und Staatsrat.

## Werke (Auswahl)
- Basis des Rastädter Friedens. enthaltend die zu Campo Formido festgesetzten Friedensartikel, welche zu Rastadt ratificirt werden sollen. Bremen 1798 (Digitalisat)
- Geschichte des dänischen Reichs bis auf die neueste Zeit ... Aus dem Dänischen übers. 1802 (Digitalisat)
- Neue dänische Sprachlehre für Deutsche: nebst einer prosaischen und poetischen Chrestomathie und dazu gehörigem Wörterbuche. Altona 1802 (Digitalisat des 1. Teils)
- Kleines dänisches Lesebuch, für den ersten Unterricht der Jugend. 1813
- Auf Theorie und Erfahrung gegründete practische Anweisung zum Mergeln. Altona 1817 (Digitalisat)
- Lehrbuch der Schiffahrtskunde in einer systematisch angeordneten Sammlung zweckmäßig gewählter Beispiele und Aufgaben. 1820